# ARM Cortex-A15

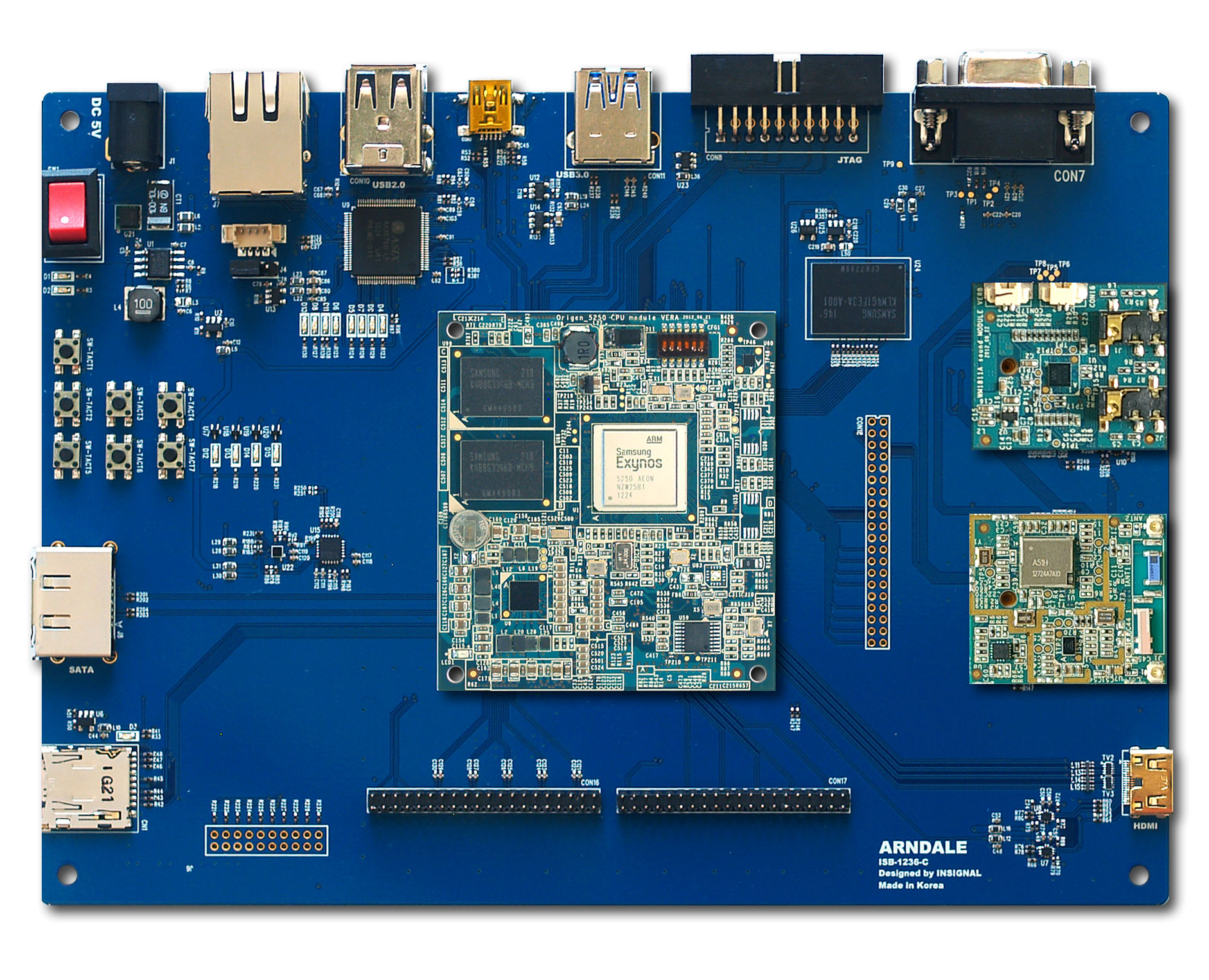
ARM Cortex-A15 (у центрі) на крос-платі

ARM Cortex-A15 — 32-бітне ядро процесора, що використовує набір інструкцій ARM v7. Ядро представлене в 2010 році.

## Огляд
ARM стверджує, що ядро Cortex A15 при однакових частотах на 40 відсотків продуктивніше за ядро ARM Cortex-A9.
Основні особливості архітектури Cortex A15:
- Позачерговий, спекулятивний, суперскалярний, з динамічним пророкуванням переходів обчислювальний конвеєр. Декодер обробляє 3 команди за такт, має буфер для перерозподілу інструкцій ємністю 32 команди, 8 портів виконання, глибина цілочисельного конвеєра — 15 ступенів, конвеєра операцій з плаваючою комою і NEON-інструкцій — 17-25 стадій. Ядро обробляє до восьми мікроопераций за такт.
- Інтегрований в ядро блок обробки SIMD-інструкцій NEON з позачерговим виконанням інструкцій, підтримка DSP-інструкцій архітектури v6. 128-бітові АЛП.
- Інтегрований в ядро співпроцесор операцій з плаваючою комою VFPv4, позачергове виконання команд.
- Підтримка адресного простору до 1 терабайт (LPAE — англ. Large Physical Address Extensions, 40-бітна шина адрес). Однак так само як і в x86 PAE, призначені для користувача програми обмежені 32-бітним адресним простором на процес.
- Підтримка апаратної віртуалізації
- 128-бітна шина кешів L1
- Підтримка набору інструкцій Thumb-2
- Підтримка розширень безпеки TrustZone
- Підтримка розширення Jazelle RCT для JIT—компіляції

## Інциденти
В січні 2018 року було встановлено, що мікропроцесори з ядром Cortex-A15 мають уразливість Spectre.